# Salvatore Schillaci
Salvatore Schillaci (født 1. december 1964, død 18. september 2024) var en italiensk fodboldspiller.
Schillaci fik sit store internationale gennembrud ved VM i fodbold 1990, hvor han endte som topscorer med seks mål, da Italien blev nummer tre. Han blev noteret for 16 landskampe og syv mål for Italiens landshold.
Klubber
- A.C.R. Messina 1983-1989
- Juventus 1989-1992
- Inter 1992-1994
- Júbilo Iwata 1994-1997